# Вторая Пятилетка (Волгоградская область)
Вторая Пятилетка — посёлок в Среднеахтубинском районе Волгоградской области России. 
Входит в состав городского поселения город Краснослободск.

## Население
| 2010 |
| ---- |
| 714  |

По состоянию на 2002 год в поселке проживало 400 человек.